# Kévin Sireau
Kévin Sireau (ur. 18 kwietnia 1987 w Châteauroux) – francuski kolarz torowy, dwukrotny wicemistrz olimpijski, wielokrotny medalista mistrzostw świata i Europy.

## Kariera
Jeden raz występował w igrzyskach olimpijskich. W Pekinie (2008) zdobył srebrny medal (razem z Grégorym Baugém, Arnaudem Tournantem i Mickaëlem Bourgainem) w sprincie drużynowym oraz był piąty indywidualnie w tej konkurencji.
Wielokrotny medalista mistrzostw świata, dwukrotnie zdobył złoty medal - wygrał wyścig punktowy na mistrzostwach świata w 2002 roku, a trzy lata później w Los Angeles triumfował w drużynowym wyścigu na dochodzenie.
Jest wielokrotnym mistrzem Francji w sprincie indywidualnym, drużynowym i keirinie.